# Tafea
Tafea – prowincja Vanuatu, obejmująca najbardziej na południe wysunięte wyspy tego państwa. Nazwa jest akronimem pięciu tworzących ją wysp: Tanna, Aniwa, Futuna, Erromango i Anatom. Prowincję o powierzchni 1632 km² zamieszkuje 32,5 tys. osób (2009). Jej stolicą jest Isangel na wyspie Tanna.
Większość wysp zamieszkują Melanezyjczycy, ale dwie najmniejsze, Aniwa i Futuna, objęte są osadnictwem polinezyjskim. 
Wyspa Futuna nazywana jest czasem Futuną Zachodnią dla odróżnienia od Futuny należącej do Wallis i Futuna.